# Чесноково (Ивановская область)
Чесноково — опустевшая деревня в Лухском районе Ивановской области. Входит в состав Тимирязевского сельского поселения.

## География
Находится в восточной части Ивановской области на расстоянии приблизительно 9 км на запад по прямой от районного центра поселка Лух.

## История
Деревня появилась на карте 1840 года. В 1872 году здесь (тогда Юрьевецкий уезд Костромской губернии) было учтено 11 дворов, в 1907 году — 14.

## Население
Постоянное население составляло 55 человек (1872 год), 65 (1897), 65(1907), 0 как в 2002 году, так и в 2010.